# Richard Zettler
Richard Zettler (* 1. November 1921 in Leutkirch im Allgäu; † 13. April 2015 in Stuttgart) war ein deutscher Komponist, Musikpädagoge, Hochschullehrer und Dirigent.

## Leben

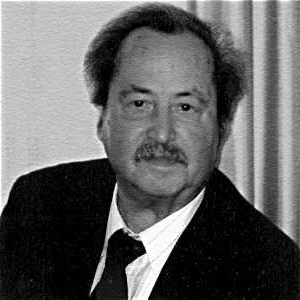
Richard Zettler, 2002

Zettler studierte von 1938 bis 1940 an der Württembergischen Hochschule für Musik in Stuttgart die Fächer Posaune, Klavier und Cello. Anschließend wurde er im Rahme des Zweiten Weltkrieges zum Wehrdienst eingezogen und spielte in einem Musikkorps der deutschen Luftwaffe.
Von 1945 bis 1977 war Zettler Solo-Posaunist des Radio-Sinfonieorchester Stuttgart.

### Hochschullehrer
Ab 1963 lehrte er an der Staatlichen Hochschule für Musik in Trossingen und an der Hochschule für Musik und Darstellende Kunst Stuttgart. In dieser Funktion blieb er bis 1975. Im Jahr 1980 wurde Zettler zum Professor für Posaune und Harmonielehre an der Stuttgarter Musikhochschule ernannt und 1995 emeritiert. Schüler von ihm waren unter anderem Ernst Hutter und Edgar Manyak.
Zettler wurde 1978 mit Hellmut Haase-Altendorf Mitbegründer des Landesblasorchester Baden-Württemberg und Dirigent des Orchesters bis 1980. Als Komponist schrieb er hauptsächlich Orchesterwerke.

### Dirigent und Musikdirektor
Zettler leitete als Dirigent und Musikdirektor zahlreiche Orchester und Musikvereine:
- 1961–1964 Dirigent Musikverein Neuenhaus
- 1968–1986 Musikdirektor Musikverein Aldingen/Remseck
- 1970–1991 Bezirksdirigent Kreisverband Ludwigsburg
- 1971–1991 Musikdirektor Kreisverband Ludwigsburg
- 1969–1977 Leiter Musikverein Steinenbronn
- 1978–1986 Leiter der Musikschule Aldingen/Remseck
- 1978–1991 Musikdirektor Städtisches Orchester Waiblingen

Den Musikverein Aldingen und das Städtische Orchester Waiblingen führte er in die Höchststufe.

## Werke
- „Verleih uns Frieden gnädiglich - Da pacem Domine“ von Felix Mendelssohn Bartholdy; Arrangement für Blasorchester durch Richard Zettler
- Bläsersätze nach europäischen Volksliedern, eingerichtet von Richard Zettler für 2 Trompeten (Flügelhörner) und 2 Posaunen (Tenorhorn und Tuba); Bestellnummer: ED 6768

## Ehrungen
- 1979 Ernennung zum Kammermusiker durch den Ministerpräsidenten des Landes Baden-Württemberg Lothar Späth
- 1981 Bundesverdienstkreuz am Bande für Verdienste um den Aufbau des baden-württembergischen Blasmusikverbands
- 1986 Verdienstorden des Großherzogtums Luxemburg, für Verdienste um die Confédération Internationale des Sociétés Musicales (CISM)